# Терм (Арденны)
Терм (фр. Termes) — коммуна во Франции, находится в регионе Шампань — Арденны. Департамент коммуны — Арденны. Входит в состав кантона Гранпре. Округ коммуны — Вузье.
Код INSEE коммуны — 08441.
Коммуна расположена приблизительно в 190 км к востоку от Парижа, в 55 км северо-восточнее Шалон-ан-Шампани, в 55 км к югу от Шарлевиль-Мезьера.

## Население
Население коммуны на 2008 год составляло 135 человек.
| 1962 | 1968 | 1975 | 1982 | 1990 | 1999 | 2008 |
| ---- | ---- | ---- | ---- | ---- | ---- | ---- |
| 194  | 225  | 189  | 172  | 143  | 138  | 135  |

## Экономика
В 2007 году среди 72 человек в трудоспособном возрасте (15—64 лет) 49 были экономически активными, 23 — неактивными (показатель активности — 68,1 %, в 1999 году было 60,5 %). Из 49 активных работали 45 человек (26 мужчин и 19 женщин), безработных было 4 (3 мужчин и 1 женщина). Среди 23 неактивных 6 человек были учениками или студентами, 9 — пенсионерами, 8 были неактивными по другим причинам.

## Фотогалерея

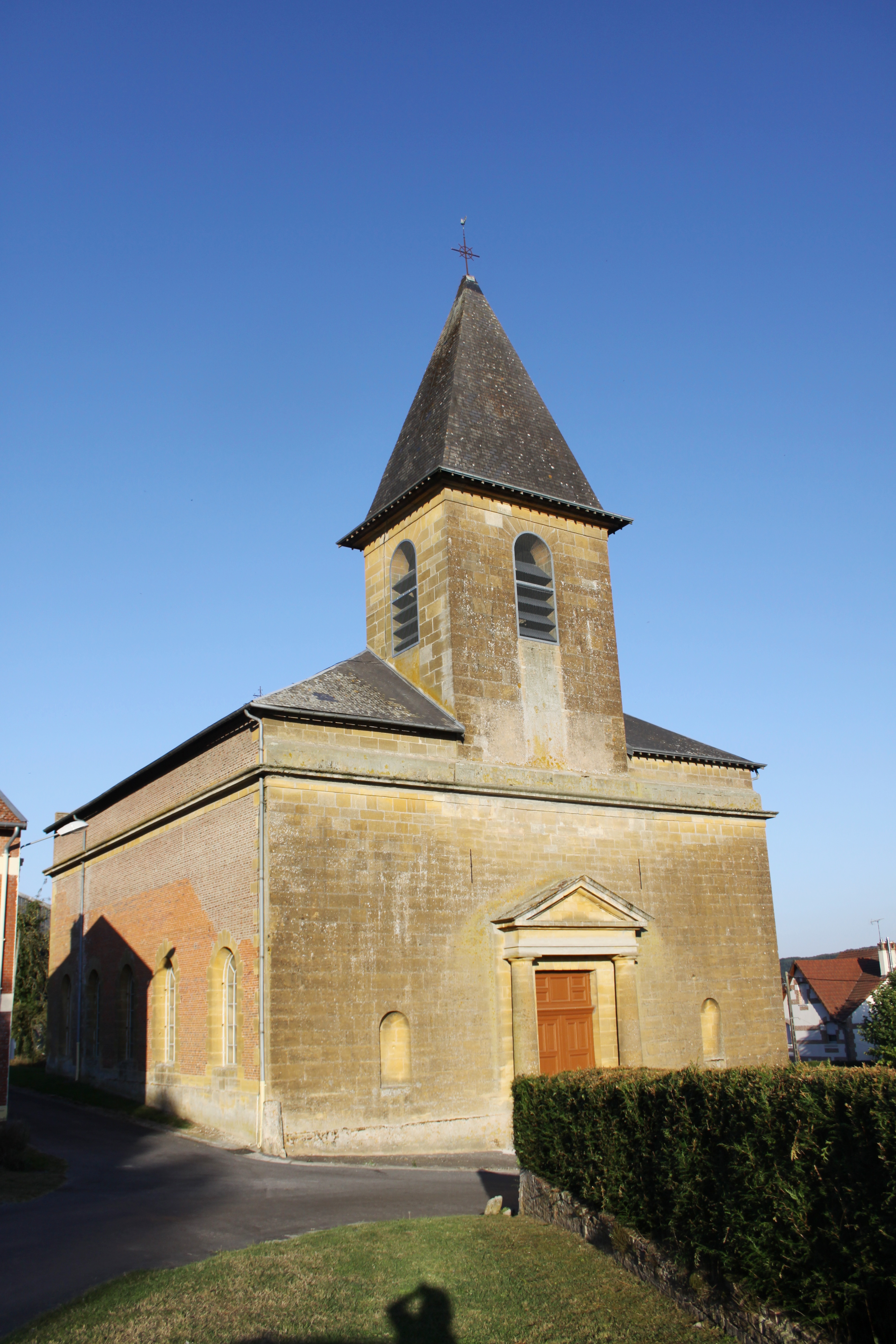
Церковь Сен-Реми
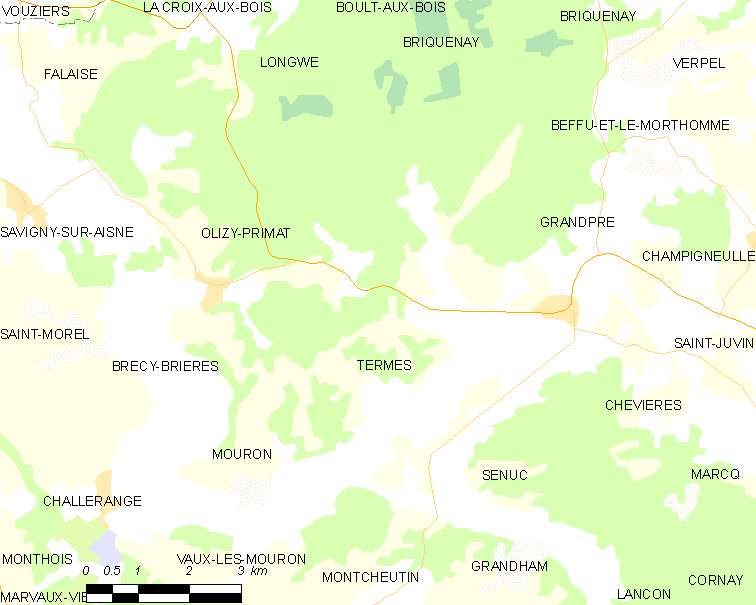
Карта коммуны